# Верхне-Покровский монастырь
Ве́рхне-Покро́вский монасты́рь — женский старообрядческий монастырь, действовавший в конце XVIII — первой трети XIX веков в Саратовской губернии Российской империи, один из Иргизских монастырей.
Основан инокиней Маргаритой, дочерью симбирского купца, недалеко от Верхне-Спасо-Преображенского мужского монастыря на принадлежавших тому землях на реке Большой Иргиз. Монастырь быстро стал одним из крупнейших старообрядческих монастырей. Сильно пострадал от пожара в 1798 году, но на щедрые пожертвования старообрядцев был быстро восстановлен. Своей церкви не имел, для служб использовалась просторная деревянная часовня.  Повторно пострадал от пожара в 1837 году. После отказа насельниц обители принять единоверие императорским указом монастырь был закрыт, а постройки разобраны.

## Основание монастыря
Есть несколько версий о дате основания монастыря.
По версии исследователя саратовского старообрядчества Ивана Добротворского, монастырь был основан в 1762 году. По сведениям Николая Попова, годом основания монастыря следует считать 1765. Однако Николай Соколов отмечает, что в 1765 году основательнице монастыря было бы всего 14 лет. Опираясь на составленную в 1827 году опись монастыря, он считает годом основания 1774, отмечая, что опись, скорее всего, составлялась со слов самой настоятельницы, которая была ещё жива в 1827 году.
Скит был основан инокиней Маргаритой, в миру Матроной, дочерью симбирского купца 2-й гильдии Матвея Ильина, постриженной в монашки в Москве в старообрядческой часовне. Скит находился на землях Верхне-Спасо-Преображенского мужского монастыря недалеко от современной деревни Преображенка и первоначально назывался по имени основательницы — Маргаритин скит.
При межевании земель Спасо-Преображенского монастыря в 1790 году было отмечено, что Покровский монастырь из них занимает до четырёх десятин под поселение да под огороды и бахчи десятин до пятнадцати и даже более.

## Деятельность
В 1782 году Маргарита посреди своего скита на собранные от подаяния деньги построила часовню во имя Покрова Пресвятой Богородицы. С этого времени скит стал называться по своему престольному празднику Покровским монастырём.
К этому времени мужские иргизские монастыри обрели всероссийскую известность и стали одним из ведущих центров старообрядчества в стране. И хотя женские монастыри не стали такими же примечательными для старообрядческой духовной жизни, но и им немало перепало от славы и доходов мужских монастырей. Менее чем за десять лет с момента основания монастырь из плохоньких мазанок и врытых в землю хижин обзавёлся небольшими, но чистыми домами с тёсовыми и соломенными крышами. Они располагались в форме буквы П вокруг площади, на которой стояла часовня. Четвёртая сторона площади выходила на озеро Калач.
Первой настоятельницей стала основательница обители Маргарита. На этом посту её сменила инокиня Евпраксия, которая, однако, управляла недолго, ей на смену пришла старица Митродора (в миру Мария Ильина), близкая родственница и, возможно, даже младшая сестра Маргариты. Позднее настоятельницей была вольская купчиха Надежда Алаева. 
К началу XIX века в монастыре проживало около 200 человек: примерно 80 монахинь и 120 послушниц.

## Устройство монастыря
Иргизские женские монастыри в отличие от мужских не придерживались общежительного принципа. Монастырь состоял из нескольких общин, связанных единством иноческого устава и подчинением настоятельнице. Каждая такая община возглавлялась состоятельной инокиней, которая содержала при себе в качестве евангельских дочерей более бедных инокинь и белиц. Члены такой общины зависели исключительно от такой евангельской матери и настоятельницы монастыря, не будучи никак не связанными с евангельскими матерями прочих общин.
Всякая новопостриженная должна была избрать себе евангельскую мать и внести определённую сумму, обычно не менее 100 рублей, в пользу постригающей и общины. Если у евангельской матери не было свободного помещения в кельях, то за счёт новоприбывшей строилась новая. Общемонастырскими считались лишь большая крестовая келья настоятельницы да часовни. При каждой келье имелся дворик с хозяйственными постройками, при некоторых также имелся садик.
Из числа общинных матерей выбиралось 12 соборных стариц, обыкновенно среди тех, у кого было больше евангельских дочерей, это служило своеобразной рекомендацией их достоинства. Число евангельских дочерей и послушниц для каждой общинной матери колебалось от 2-3 до 20, причём больше всего их имела настоятельница.
Общинная мать в отношении своих евангельских дочерей пользовалась правом первого наказания: могла ставить на поклоны, давать «в послушание» трудные работы, за крупные провинности, по согласованию с настоятельницей, могла вообще отослать из монастыря. Так как общей трапезы не было, то общинной матери приходилось заботиться о пропитании своей общины. Источником средств были личный труд и подаяния. Не имея своей земли, скитницы не могли заниматься земледелием, поэтому они обратились к огородничеству, которое сумели наладить очень хорошо. Отсутствие земли накладывало ограничения и на скотоводство, у каждой общины и настоятельницы было лишь по 1-2 лошади и несколько коров, правда хорошей породы.
Большинство занималось рукоделием, шили бельё по заказам старообрядцев, вязали чулки, пряли, ткали. В 1820-х годах стараниями настоятельницы Надежды в монастыре развилось шитьё золотом, серебром и шёлком плащаниц и церковных одежд, а также отделка образов фольгой, каменьями, жемчугом и бисером. Монахини подрабатывали также в соседних селениях: на сенокосе, прополке, жатве, ловили рыбу в Иргизе и озёрах — этим преимущественно занимались белицы, под надзором стариц. Самыми доходными заработками было чтение по домам богатых раскольников заупокойных канонов и псалтиря, за что можно было выручить от 50 до 300 рублей в зависимости от длительности поминовения. Подаяния с миру принимались и деньгами и припасами. На сборы ходили по очереди, а порой и по желанию, с благословения настоятельницы. Ещё одной возможностью поддержать общину было исполнение работ в мужских монастырях: шить инокам бельё и одежду, мыть перед праздниками полы и стены в церквях и настоятельской келье, ухаживать за монастырскими садами и палисадникам.

## Монахини
Проживали в монастыре инокини и белицы, причем в числе инокинь было немало схимниц.
Одежду инокини составлял сарафан, поверх которого надевалось нечто похожее на халат с маленьким стоячим воротником из чёрной материи. У шеи повязывалась круглая переливка, как у монахов, с красной выпушкой по борту или одного цвета с пелеринкой — так называемая мантия. Кроме того надевалась круглая шапочка без околыша, пошитая из тонкой чёрной материи. Сзади она соединялась с круглым, короче первого, воротником с чёрной оторочкой, к нему был прикреплён нагрудник, в виде светской манишки без сборов. Все эти три соединённые вещи назывались «апостольником» и полагались к ношению постоянно. Кроме того, на головах инокинь были чёрные платки, завязывающиеся под подбородком, края платка, идущие по плечам и кругом шеи, по круглому воротнику, должны были быть распущены. Лица закрывались чёрным покрывалось, так называемой «наметкой». Белицы придерживались одного цвета и покрывали головы чёрными или тёмными платками

## Церковные службы
Церковные службы в монастыре шли несколько иным порядком, чем в мужском. Иеромонахи и священники, присылаемые из монастырей, совершали богослужение лишь по большим праздникам. В обычные дни их заменяли уставщицы, по очереди отправлявшие службы при часовне. При этом Евангелие всегда читала настоятельница лично. В будние дни общинные матери часто отправляли службы в своих «крестовых» кельях. Литургий по отсутствию алтаря в часовне не совершалось.
Панихиды и поминовения усопших совершали сами инокини, часто они же и погребали своих сестёр без священников, которые отпевали усопших заочно.

## Нравственность
Одним из сложных и не решённых в историографии вопросов является вопрос нравственности обитателей старообрядческого монастыря. В части источников отмечается, что жизнь насельниц монастыря была далека от аскетичной, что вопреки монашескому положению в обители присутствовали и пьянство, и разврат.
Иеромонах Арсений писал: «Незаконные связи монахов с монахинями и всегдашнее их вместе пребывание не поставляли в зазорную жизнь; всякие праздники монахини и послушницы бывают в мужском монастыре под предлогом богомолья. И позволяют себе ночевать в кельях общих с монахами, а клирошанки — у клиросских и угощались пьянством в непомерной степени, а потом монахи с клиросскими, наоборот, в женском монастыре без всякого зазора и днём и ночью. Многие монахи были женаты и имели своих жён в монастырях».
В сборнике сочинений бывшего саратовского епископа Иакова (Вечеркова) «О расколе беглопоповицкой секты в Саратовской губернии» приводятся многочисленные примеры нарушений правил монашеской жизни. Так евангельские дочери уставщицы монастыря Анфисы успешно пользовались её слабостью к вину, чтобы вне очереди получить назначение в мужской монастырь «для трудов». И хотя она одних их без себя туда не отпускала, но и под её надзором было очень удобно мыть полы у молодых монахов, так как она приходила в мужской монастырь «мертвецки пьяная» и порой даже «валялась без чувств». В своей докладной записке в Синод он также приводил многочисленные примеры нарушения монашеских обетов: настоятеля Верхнего Спасо-Преображенского мужского монастыря Силуана он обвиняет в связи с девкой Александрой, проживающей в Покровском монастыре в келье старицы Олимпиады московской, инокиня монастыря Павлина Лавинская обвинялась в связи с иноком Иосафом, который практически жил в её келье, постоянно пьянствуя, инокиня Измарагда обвинялась в связи со священником Евдокимом Парфеньевым и пьянстве.
Однако уже в конце XIX века отмечалась явная ненейтральность публикаций с подобными фактами, в частности статей Ивана Добротворского, ставших первоосновой для многих подобных утверждений:

«Тенденциозность — их основной недостаток. Предвзятая мысль сквозит на каждой странице, сквозит беззастенчиво, как новая заплата на старой одежде. Автору во чтобы то ни стало хочется доказать, что в расколе — всё было дурно, в православии — было хорошо»
Современные исследователи истории иргизских монастырей преимущественно считают сведения о многочисленных прегрешениях монахов и монахинь преувеличением и частью антираскольничьей пропаганды, отмечая, что сведения о них появляются лишь в поздних источниках XIX века, причём изданных Синодальной церковью, и не подкрепляются архивными документами.

## Последние годы обители
В 1827 году настоятельницей было составлено описание монастыря и его имущества. К этому времени в обители было до ста дворов, в которых находилось до двухсот келий. Кельи были деревянные, крытые тёсом и соломой, дворы огорожены плетнём и досками. В деревянной часовне хранилось икон и украшений на сумму до десяти тысяч рублей. Имелась колокольня с девятью колоколами. Проживало в обители около 700 монахинь и послушниц.
Примерно с 1826 года государственные, губернские и церковные власти начали новый этап гонений на старообрядцев, в первую очередь на иргизские монастыри, как их главный духовный центр. Покровскому монастырю неоднократно предлагалось перейти в единоверие, однако монахини всегда отвечали отказом.
Саратовский губернатор князь А. Б. Голицын в донесении в 1828 году писал, что женские иргизские обители не имеют ничего похожего на монастыри, повсюду «видимо совершенное безобразие». Он насчитал в монастыре 20 схимниц, 300 инокинь и 200 белиц, и отмечал, что подобное многолюдство в сочетании со свободным доступом к любой келье «ясно образует, до какой степени допущен разврат в сих обиталищах, — разврат, толико нетерпимый в гражданском состоянии и влекущий за собой пагубные последствия». Впрочем, дальнейшее правление Голицына никак не сказалось на монастыре.
Однако уже в 1833 году министерство внутренних дел прислало на Иргиз чиновника для особых поручений Арсеньева для выработки плана уничтожения здесь раскола. Предложение Арсеньева включало в себя и полное упразднение женских монастырей. Но губернию в это время возглавлял Ф. Переверзев, довольно снисходительно относившийся к старообрядцам и вновь угроза миновала монастырь. Вопреки всем правительственным указам иеромонах Иларий даже постриг в монастыре 6 женщин зимой 1833—1834 годов.
В 1837 году был обращён в единоверие Средне-Успенский монастырь: 13 инокинь из него были переселены в Покровский монастырь, остальные высланы на постоянное место жительства. В том же году пострадал и Покровский монастырь, правда пока не от властей, а от огня. 25 мая вспыхнул пожар, в котором было уничтожено до 50 дворов. Настоятельница Надежда (Алаева) обратилась к губернатору Бибикову за разрешением построить новые кельи, указывая, что пострадало до 130 человек, большей частью старых и безродных, которые оказались без крова. Губернатор, однако, разрешил восстановить только настоятельскую стаю так, чтобы в ней можно было разместить до 30 престарелых инокинь, более же ничего не разрешил строить.
В 1839 году Бибиков предложил правительству ограничить число жителей в Покровском монастыре только теми, кто был приписан к нему по восьмой ревизии. Секретный комитет по расколу согласился с этим предложением, правда разрешив оставить в обители всех старше 60 лет. В это время в монастыре проживало 196 человек, в том числе 141 инокиня. Из них под требования подпало всего 57 человек. Ещё десяток безродных калек, которым больше некуда было податься, тоже решено было оставить при обители, а остальные 129 человек были высланы по местам постоянного жительства. Это было началом конца монастыря.
В том же 1839 году 28 ноября министр государственных имуществ Киселёв внёс в Секретный комитет предложение окончательно уничтожить оба Верхних монастыря, обратив их жителей в казённых крестьян, а лишние земли отписав в казну. Однако памятуя о трагических событиях 1837 года комитет не счёл возможным принять такое решение незамедлительно. Император также оставил на журнале комитета свою резолюцию: «Соблюдать осторожность». Только спустя два года 27 апреля 1841 года был издан императорский указ, по которому следовало «…5. Покровский монастырь обратить в единоверческий, возложив отправление служб и треб на священника Преображенского монастыря. 6. Всех неприемлющих единоверия инокинь разослать по их семействам, а бесприютных, престарелых и немощных поместить в особой женской богадельне, на счёт монастырских доходов…».
Губернатор Фадеев, которому предписывалось приведение указа в действие, разработал тщательный план по бесконфликтному обращению обоих Верхних монастырей в единоверие. Всё проводилось в обстановке строжайшей секретности, даже многие непосредственные участники обращения не были посвящены в цель операции, оба монастыря были изолированы как от окружающих селений, так и друг от друга. После чего губернатор вошёл в монастырь, собрал инокинь и зачитал им императорский указ, настоятельница Надежда и монахини вновь отказались принять единоверие, тогда тайно прибывший с губернатором настоятель единоверческого монастыря архимандрит Платон вошёл в часовню, где отслужил молебен и окропил часовню святой водой, тем самым лишив её всякой святости в глазах старообрядцев. Монахини покорились, лишь прося губернатора о разрешении вернуться к своим семьям. Аналогично был обращён и мужской монастырь. Губернатор, учитывая покорность монахинь, счёл возможным полностью сохранить за ними всё их наличествовавшее движимое имущество, изъяв лишь книги, рукописные тетради и иноческое облачение
По приказанию исправника все монахини и белицы должны были удалиться из обители в течение трёх дней, распродав свои кельи и огороды лично или через доверенных лиц. Вскоре от монастыря осталась одна часовня, из которой иконы, ризница, книги и небольшой пятипудовый колокол были перевезены в Преображенский монастырь. К 1851 году от монастыря не осталось ничего.